# Todd Harvey
Todd Douglas Ross Harvey (* 17. Februar 1975 in Hamilton, Ontario) ist ein ehemaliger kanadischer Eishockeyspieler und -trainer sowie derzeitiger -scout, der im Verlauf seiner aktiven Karriere zwischen 1991 und 2007 unter anderem 739 Spiele für die Dallas Stars, New York Rangers, San Jose Sharks und Edmonton Oilers in der National Hockey League auf er Position des rechten Flügelstürmers bestritten hat. Seine größten Karriereerfolge feierte Harvey im Trikot der kanadischen U20-Nationalmannschaft mit dem Gewinn der Goldmedaillen bei den Junioren-Weltmeisterschaften 1994 und 1995.

## Karriere
Harvey spielte zunächst vier Jahre von 1991 bis 1995 in der Ontario Hockey League bei den Detroit Compuware Ambassadors bzw. Detroit Junior Red Wings. Zudem vertrat er die kanadische Juniorennationalmannschaft in den Jahren 1994 und 1995 bei der Junioren-Weltmeisterschaft, wo das Team in beiden Austragungen die Goldmedaille gewinnen konnte. Während seiner Zeit in der OHL war er im NHL Entry Draft 1993 in der ersten Runde an neunter Position von den Dallas Stars ausgewählt worden.
Zur verkürzten Lockout-Saison 1994/95 holten die Stars Harvey dann in die NHL, wo er sich gleich durchsetzte und dem Klub bis zum März 1998 treu blieb. In einem Transfergeschäft wechselte der Kanadier gemeinsam mit Bob Errey zu den New York Rangers, die dafür Mike Keane und Brian Skrudland erhielten. Diese gaben ihn bereits im Dezember 1999 für Radek Dvořák zu den San Jose Sharks ab. Bei den Sharks spielte der rechte Flügelspieler insgesamt fünf Spielzeiten bis zum Ende der Saison 2003/04. Im Sommer unterschrieb er dann als Free Agent einen Vertrag bei den Edmonton Oilers. Da die Saison wegen eines erneuten Lockout komplett ausfiel, verbrachte Harvey das Jahr bei den Cambridge Hornets in der Major League Hockey der Ontario Hockey Association, ehe er zur Saison 2005/06 zu den Oilers zurückkehrte, mit denen er überraschend das Finale um den Stanley Cup erreichte. Dort unterlag man jedoch den Carolina Hurricanes. Zum Spieljahr 2006/07 fand Harvey kein neues NHL-Team, nachdem Edmonton den Rest seines Vertrages ausbezahlte. Er unterzeichnete im Februar 2007 einen Vertrag bei den Dundas Real McCoys in der Major League Hockey und beendete wenig später seine Karriere.
Nach seinem Karriereende pausierte Harvey einige Jahre, ehe er zur Saison 2013/14 einen Assistenztrainerposten bei den Guelph Storm aus der Ontario Hockey League annahm. Das Engagement endete im Sommer 2017, woraufhin der Kanadier als Scout von den Vancouver Canucks aus der NHL verpflichtet wurde.

## Erfolge und Auszeichnungen
- 1991 Jack Ferguson Award
- 1992 OHL All-Rookie Team
- 1994 Goldmedaille bei der Junioren-Weltmeisterschaft
- 1995 Goldmedaille bei der Junioren-Weltmeisterschaft

## Karrierestatistik

### International
Vertrat Kanada bei:
- Junioren-Weltmeisterschaft 1994
- Junioren-Weltmeisterschaft 1995

(Legende zur Spielerstatistik: Sp oder GP = absolvierte Spiele; T oder G = erzielte Tore; V oder A = erzielte Assists; Pkt oder Pts = erzielte Scorerpunkte; SM oder PIM = erhaltene Strafminuten; +/− = Plus/Minus-Bilanz; PP = erzielte Überzahltore; SH = erzielte Unterzahltore; GW = erzielte Siegtore; 1 Play-downs/Relegation; Kursiv: Statistik nicht vollständig)